# Luigi Bianco
Luigi Bianco (Montemagno, Província de Asti, Itália, 3 de março de 1960) é um arcebispo católico romano e diplomata da Santa Sé.

## Biografia
Luigi Bianco realizou seus estudos eclesiásticos no Seminário Diocesano de Casale Monferrato (1976-1979) e no Almo Collegio Capranica de Roma (1979-1985). Em 30 de março de 1985, recebeu o Sacramento da Ordem para a Diocese de Casale Monferrato.
Após sua ordenação sacerdotal, ele continuou seus estudos na Pontifícia Universidade Gregoriana em Roma, onde obteve o título de Bacharel em Filosofia (1990), a Licenciatura em Teologia Dogmática (1985) e o Doutorado em Direito Canônico (1989). Durante estes mesmos anos (1985-1989) frequentou cursos na Pontifícia Academia Eclesiástica para se preparar para o Serviço Diplomático da Santa Sé, onde ingressou em 1º de julho de 1989.
Ingressou no serviço diplomático da Santa Sé em 1º de julho de 1989 e inicialmente trabalhou na nunciatura italiana. De 1991 a 1994 trabalhou na Nunciatura Apostólica no Egito, de 1994 a 1999 na Argentina, antes de ser chamado à Croácia em 1999. A partir de 2002, trabalhou na Nunciatura de Espanha e Andorra. Também foi Observador Permanente Adjunto da Santa Sé junto à Organização Mundial do Turismo desde 7 de dezembro de 2007. Monsenhor Bianco também prestou assistência pastoral na Paróquia de Montemagno, em sua diocese de Casale Monferrato, em uma Paróquia em Roma, na Comunidade Italiana do Cairo, na Igreja do Sagrado Coração em Buenos Aires e nas Residências dos Servos do Sagrado Coração e dos Escravos do Divino Coração em Madri.
Em 12 de janeiro de 2009, o Papa Bento XVI o nomeou arcebispo titular de Falerone e núncio apostólico em Honduras. O Cardeal Secretário de Estado Tarcisio Bertone, SDB, deu-lhe a consagração episcopal em 25 de abril do mesmo ano, na Catedral de Casale Monferrato; os principais co-consagradores foram o Bispo de Casale Monferrato, Alceste Catella, e o Bispo de Mondovì, Luciano Pacomio.
Após o golpe militar em junho de 2009, Bianco tentou encontrar uma solução pacífica para o conflito. Em 2014, foi nomeado Grã-Cruz, Placa de Prata da Ordem de Francisco Morazán, pelo presidente Juan Orlando Hernández.
O Papa Francisco o nomeou Núncio Apostólico na Etiópia em 12 de julho de 2014. Em 10 de setembro do mesmo ano foi também nomeado Núncio Apostólico em Djibuti e Delegado Apostólico na Somália.
Em 4 de fevereiro de 2019, o Papa Francisco o nomeou Núncio Apostólico em Uganda.
Em 20 de maio de 2025, foi nomeado pelo Papa Leão XIV como núncio apostólico para Eslovênia e delegado apostólico para o Kosovo. Foi o primeiro núncio anunciado pelo novo papa.